# پیر ریشار
پیِر ریشار (به فرانسوی: Pierre Richard) زاده ۱۶ اوت ۱۹۳۴ یک هنرپیشه، کارگردان، و فیلم‌نامه‌نویس اهل فرانسه است. وی از سال ۱۹۶۷ میلادی تاکنون مشغول فعالیت بوده‌است.
او در فیلم‌های مار، مرد قدبلند بلوند با یک کفش سیاه، آستریکس و اوبلیکس، ژان دو باری، پاتی و خشم پوزئیدون و خانم میلز بازی کرده‌است.